# Tambov

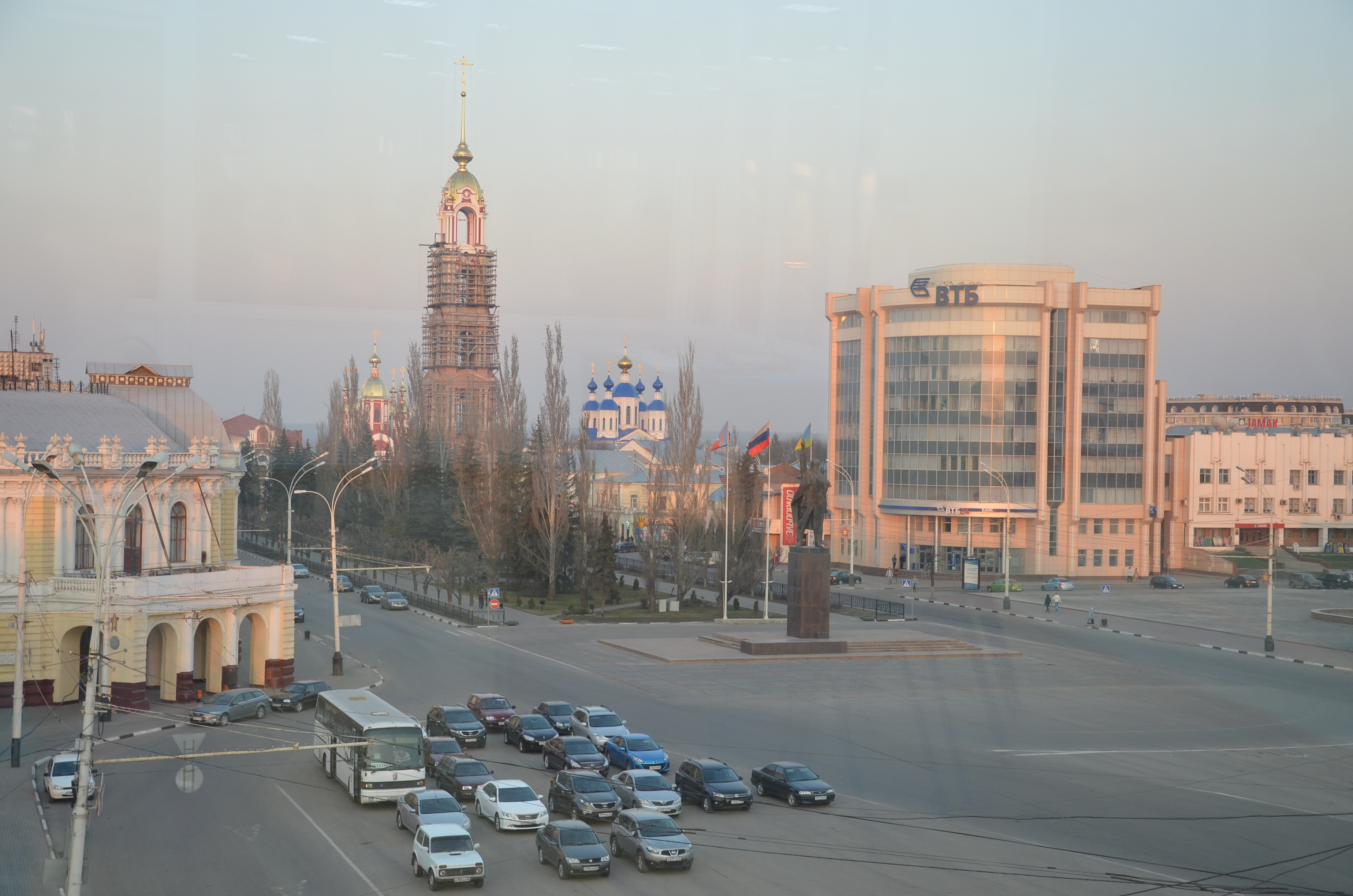

Tambov (tiếng Nga: Тамбов) là một thành phố ở Nga, trung tâm hành chính của tỉnh Tambov. Nó nằm ở hợp lưu của sông Tsna và sông Studenets, cách Moskva 480 km về phía đông nam. Dân số: 291.852 (ước tính 2004). Nơi đây có sân bay Tambov Donskoye và cũng là nơi có căn cứ không quân Tambov, Tambov là một trung tâm công nghiệp lớn của Nga.